# 롭 핑크턴
롭 핑크턴(Rob Pinkston, 1988년 1월 30일 ~ )은 미국의 배우, 텔레비전 배우, 영화배우이다.
애틀랜타에서 태어났다.

## 영화
- 익스트림 무비 (2008년)
- 이프 아이 해드 노운 아이 워즈 어 지니어스 (2007년)
- 새스콰치 갱 (2006년) - 메이나드 키예스 역
- 벤 10 (2005년)
- 언더커버 키즈 (2004년)